# Luis de Llano Macedo
Luis de Llano Macedo (Cidade do México, 1945) é um ator e produtor de televisão mexicano.

## Filmografia

### Televisão
- Nueva Vida (2013)
- Esperanza del corazón (2011/12)
- Atrévete a soñar (2009/10)
- DKDA: Sueños de juventud (1999/2000)
- Mi generación (1997/98)
- Canción de amor (1996)
- Confidente de secundaria (1996)
- Agujetas de color de rosa (1994/95)
- Buscando el paraíso (1993/94)
- Baila conmigo (1992)
- Alcanzar una estrella II (1991)
- Alcanzar una estrella (1990)
- Papá soltero (1987/1994)
- Video Cosmos (1984/1991)
- ¡¡Cachún Cachún Ra Ra!! (1981/87)
- Colorina (1980)
- La recogida (1971)

### Cinema
- ¿Dónde quedó la bolita? (1993)
- Más que alcanzar una estrella (1992)
- ¡¡Cachún cachún ra-ra!! (Una loca, loca, preparatoria) (1984)

### Teatro
- Baila conmigo (1992)
- Vaselina con Timbiriche (1984)
- Jesucristo Superestrella (1982)

### Musicais
- Backstreet Boys
- Festival Acapulco
- Flans
- Julieta Venegas
- Liza Minelli
- Mecano